# Armand Seghers
Armand Seghers (Zelzate, 21 juni 1926 – aldaar, 15 maart 2005), Mance Seghers genoemd, was een doelverdediger van KAA Gent, destijds ARA La Gantoise. Seghers startte in 1944 als doelwachter bij SLV Zelzate (Sint-Laurens Voetbalclub Zelzate), dat in 2008 fusioneerde met FC Zelzate tot KVV Zelzate. Hij werd in 1949 ontdekt door ARA La Gantoise. Hij speelde als doelman van 'de Gantoise' 485 competitieduels, achttien bekerduels en vier Europese duels. Hij keepte twaalf seizoenen alle wedstrijden, waarvan de 158 eerste opeenvolgend.

## 1964
In 1964 won hij met KAA Gent de Beker van België.
Daardoor speelde hij nog in de Europabeker voor Bekerhouders.
In mei 1966 stopte hij zijn actieve loopbaan.

## De nationale ploeg

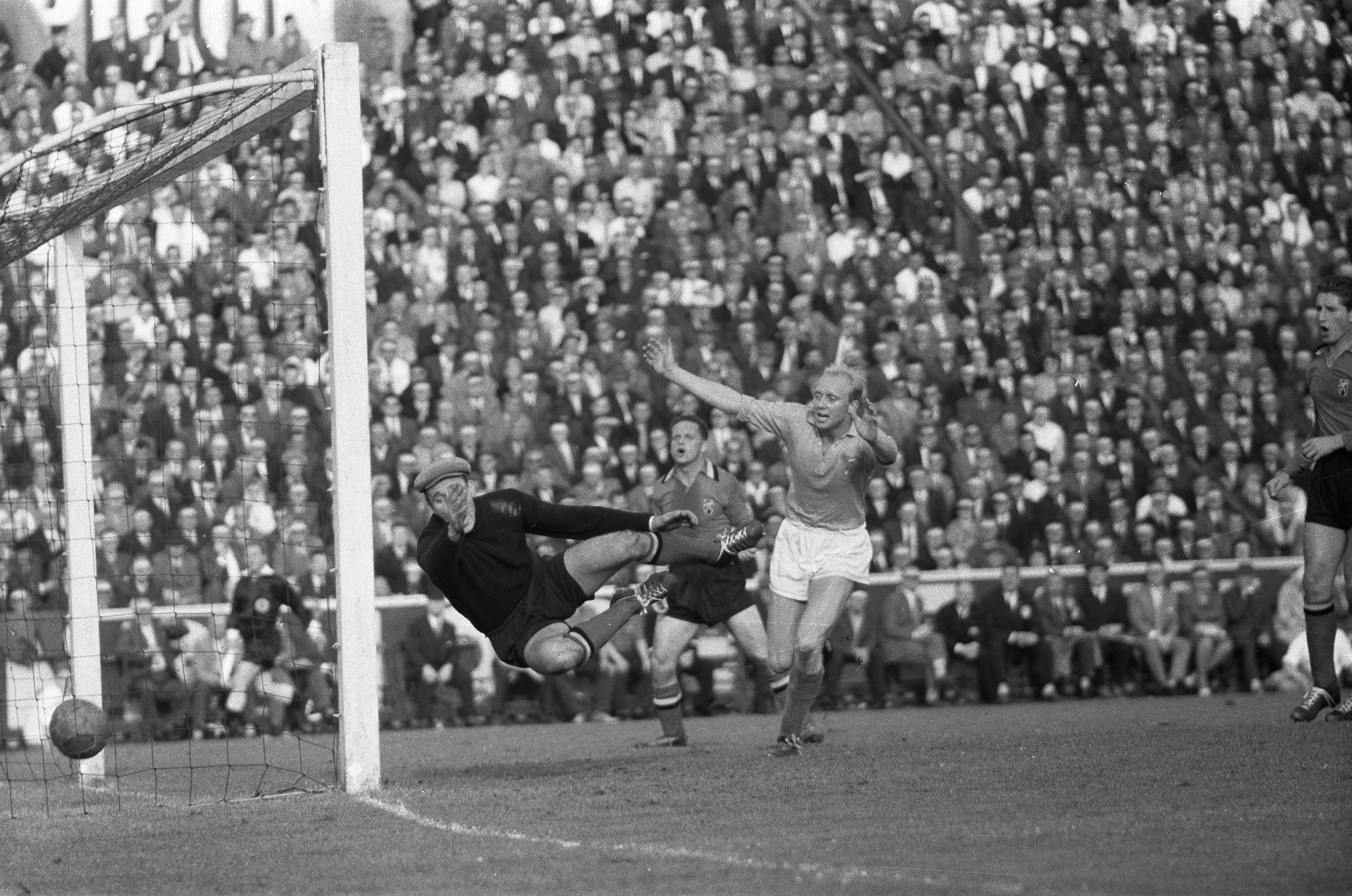
Seghers in actie (1960)

Tussen 1951 en 1960 verzamelde hij 20 selecties voor de nationale ploeg. Van die 20 selecties stond hij uiteindelijk 11 keer in het doel van de Rode Duivels.
Zijn selecties
| Nr | Datum       | Thuisploeg | Uitslag | Uitploeg    |
| -- | ----------- | ---------- | ------- | ----------- |
| 1  | 25 dec 1952 | Frankrijk  | 0 - 1   | België      |
| 2  | 19 maa 1953 | Spanje     | 3 - 1   | België      |
| 3  | 19 apr 1953 | Nederland  | 0 - 2   | België      |
| 4  | 14 mei 1953 | België     | 1 - 3   | Joegoslavië |
| 5  | 25 mei 1953 | Finland    | 2 - 4   | België      |
| 6  | 28 feb 1960 | België     | 1 - 0   | Frankrijk   |
| 7  | 17 maa 1960 | België     | 3 - 1   | Zwitserland |
| 8  | 13 apr 1960 | België     | 1 - 1   | Chili       |
| 9  | 24 apr 1960 | België     | 2 - 1   | Nederland   |
| 10 | 22 mei 1960 | Bulgarije  | 4 - 1   | België      |
| 11 | 02 okt 1960 | België     | 1 - 4   | Nederland   |

De wedstrijd op 25 december 1952 in Parijs tegen Frankrijk was zijn eerste cap. Zijn debuut mocht er zijn. De Rode Duivels wonnen uiteindelijk met 0-1, mede dankzij zijn reddingen, waaronder een penalty. Hierdoor kreeg hij de bijnaam held van Colombes

## Handelsmerk
Zijn handelsmerk was zijn eeuwige muts. Bij elke sprong verloor hij zijn "klakke", tot grote hilariteit van de supporters, maar had hij bijna steeds de bal.

## Buffalo
Naar aanleiding van het 100-jarig bestaan van KAA Gent werd hij in 1998 door de supporters uitgeroepen tot de “Buffalo van de eeuw”.

## De Gouden Schoen
In 1959 greep hij nipt naast de Gouden Schoen. Hij kwam slechts één puntje te kort tegenover Lucien Olieslaggers van Lierse en dat had hij aan zijn eigen gulheid te wijten. Hij gaf de Lierse-kapitein immers zelf drie punten.

## Ereburger
De gemeenteraad benoemde hem op 18 november 2003 tot ereburger omwille van zijn uitzonderlijke sportieve prestaties die hebben bijgedragen tot de bekendheid en uitstraling van de naam en faam van Zelzate.
In 2013 werd ook een straat in de gemeente naar hem vernoemd. In 2023 werd bekend dat het nieuwe sportcomplex in Zelzate zijn naam zal dragen.

## Naast het veld
Naast het veld was Segers bieruitzetter. Verder had hij ook een grote passie voor de duivensport. Hij had twee zoons: de ene zoon is apotheker en de andere neuroloog-psychiater.

## Overlijden
Op 15 maart 2005 stierf hij op 78-jarige leeftijd na een slepende ziekte. De uitvaartdienst vond plaats op 19 maart 2005 en zorgde voor ongeziene taferelen in Zelzate. Er was opvallend veel volk komen opdagen waaronder supporters van KSLV Zelzate, maar ook FC Zelzate en KAA Gent. Er waren ook diverse oud-spelers van Gent en enkele leden van het bestuur van KAA Gent aanwezig.

## Sportcomplex
In 2023 bouwde de gemeente Zelzate een spiksplinternieuw sportcomplex met onder andere drie voetbalterreinen, tien kleedkamers, een grote kantine en tien petanqueterreinen met een aparte kantine. Dit complex kreeg het 'Armand Seghers Sportstadion' als roepnaam en bevindt zich in de Broeder Leopoldstraat ten zuiden van het gemeentecentrum, ten oosten van het kanaal Gent-Terneuzen, ten noorden van ArcelorMittal Gent en ten oosten van de E34.